# Borisovo (stanice metra v Moskvě)
Borisovo  (rusky Борисово) je stanice moskevského metra na Ljublinsko-Dmitrovské lince. Byla zprovozněna v rámci úseku Marino – Zjablikovo mezi stanicemi Marino a Šipilovskaja. Stanice je pojmenována podle původní vesnice, která se stala součástí Moskvy v roce 1960.

## Charakter stanice
Stanice Borisovo se nachází ve čtvrti Bratějevo (Братеево) v jejím prvním mikrorajonu v západní části. Zhruba 900 metrů západně od stanice se nacházejí Borisovské rybníky (Борисовские пруды). Stanice disponuje dvěma vestibuly. Severní se nachází u domu č. 14, korpus 3. Je možné od něj vyjít k ulici Borisovskije prudy (Борисовские Пруды). Jižní vestibul se nachází mezi domem č. 14, korpus 4 a domem č. 10, korpus 6 a východ z něhož ústí na povrch u Bratějevského projezdu (Братеевский проезд). Zajímavostí na této stanici je skutečnost, že se nachází na dvoře obytných domů, nikoli pod ulicí či náměstím, jak bývá obvyklé.
Nástupiště je s vestibuly propojeno prostřednictvím eskalátorů a výtahů. Stanice Borisovo je laděna do bělošedého odstínu. Nad plochou nástupiště jsou dvě řady oválných světelných výklenků, do kterých jsou zasazeny svislé válce z průhledného skla. Svítidla jsou upevněna na klenbě na speciálních vodítkách, kterými lze pohybovat v technické galerii pro údržbu. Takový systém byl zde poprvé použit v rámci moskevského metra. Podlaha je pokryta světlešedou lesklou žulou, která dobře odráží světlo z lamp instalovaných na stropě.